# Maja Sarihodžić
Maja Sarihodžić, vagy művésznevén Maya Sar (Só, 1981. július 12. — ) bosnyák énekes. 2011. december 15-én jelentette be a BHRT, a bosnyák közszolgálati televízió, hogy belső kiválasztással rá esett a választás, így Ő lesz az, aki a 2012-es Eurovíziós Dalfesztiválon Bosznia-Hercegovina színeiben fog színpadra állni Bakuban, a Korake ti znam című dallal. Korábban, karrierje előtt már részt vett ezen a versenyen, ugyanis 2004-ben Deen egyik vokalistája, majd 2011-ben Dino Merlin zongoristája volt. Ezek mellett Tony Cetinskivel is együtt működött. 2010 márciusában jelent meg első önálló dala, a Nespretno (magyarul: Ügyetlen), mely nagy sláger lett egész Bosznia-Hercegovinában. A Nespretno mellett még több dala jelent meg, de az első albumát még nem adta ki, melyen férjével, Mahir Sarihodžićcsal dolgoznak.

## Fordítás
- Ez a szócikk részben vagy egészben  a   Maya Sar című angol Wikipédia-szócikk fordításán alapul.  Az eredeti cikk szerkesztőit annak laptörténete sorolja fel. Ez a jelzés csupán a megfogalmazás eredetét és a szerzői jogokat jelzi, nem szolgál a cikkben szereplő információk forrásmegjelöléseként.